# Genesis Noir
Genesis Noir — приключенческая игра, разработанная студией Feral Cat Den и опубликованная компанией Fellow Traveller Games. Игрок управляет героем по имени Не-Человек, который путешествует по разным уголкам вселенной в попытках спасти свою любовь. История является метафорой большого взрыва. Игра была выпущена 26 марта 2021 года для Windows, macOS, Xbox One and Nintendo Switch. В разработке находится его сиквел Nirvana Noir.

## Игровой процесс
Genesis Noir — приключенческая игра с управлением укажи-и-щёлкни, где игрок перемещается по различным игровым уровням и сценам и решает разного рода головоломки. Она предлагает метафорическое повествование, сочетающее элементы детективного фильма в стиле «нуар», и метафору на разрушение и зарождение вселенной, где ключевые герои истории воплощают фундаментальные понятия физики и бытия — Не-Человек воплощает время, Мисс Масса — массу вселенной, а Золотой мальчик — энергию.
Главный герой и часовщик Не-Человек впадает в депрессию после разрыва отношений с Мисс Массой, певицей в ночном клубе. Он пытается дозвониться до неё и слышит, как она зовет на помощь. Приехав к ней домой, он обнаруживает, что Золотой мальчик, саксофонист из её группы, собирается её застрелить. После того как Не-Человек соприкасается с выпущенной из пистолета гильзой, представленной в образе спирали, он обнаруживает, что может останавливать время, но по прежнему не может остановить пулю. Герой понимает, что единственный способ остановить пулю — создать чёрную дыру. Для этого надо собирать особые спирали, чтобы преобразовать их в энергию для создания дыры. С этого момента главный герой начинает своё путешествие вне времени и пространства, в поисках спиралей он видит зарождение вселенной, земли. Герой встречается с такими персонажами, как Охотница, Ронин, Музыкант и Ученый.
Параллельно раскрываются сюжетные детали того, как Золотой мальчик добился успеха благодаря Мисс Массе и стал ревновать, когда Не-Человек начал с ней встречаться. В конце концов, собрав достаточно спиралей, Не-Человек преобразует их в энергию, чтобы создать чёрную дыру, но всё выходит из под контроля и дыра начинает поглощать всю реальность. Появляется белая фигура, представляющая собой слияние Охотницы, Ронина, Музыканта и Ученого и утверждает, что Не-Человек может видеть все возможные варианты временных линий и не обязательно всех спасать. Осознав это, Не-Человек возвращается к моменту, когда он сталкивается с Мисс Массой и позволяет Золотому Мальчику убить её, чтобы произошло зарождение вселенной.

## Разработка
Со слов креативного директора Эвана Энтони, идея создать Genesis Noir возникла в 2013 году, после того как он и Джереми Абель, технический директор игры, прочитали книгу Итало Кальвино «Космокомиксы», повествующие о персонажах, путешествующих вне времени и пространства, но испытывающие простые и понятные людям эмоции. В 2014 году они за две недели создали прототип игры, который похвалили другие участники инди-сообщества, тогда разработчики решили создать полноценную игру. Ранний прототип был создан на движке Unity, но из-за проблем с анимацией, в 2015 году игру было решено перевести на Unreal Engine. Разработка велась в неполные рабочие дни до 2016 года. Накопив достаточно средств, разработчики продолжили разработку игры на полной ставке.
Помимо произведений Кальвино, на художественный стиль игры оказали влияние анимационные студии Buck, Giant Ant и Golden Wolf, работы художников Кевина Хуизенги и Марка-Антуана Мишеля, а также видеоигра Windosill. В последней игре как и в Genesis Noir основной игровой процесс сводится к тому, чтобы взаимодействовать с виртуальными игрушечными объектами. Визуальные эффекты отсылали к ранней анимации, а именно стилю живой доски по образу Фантасмагории Эмиля Коля 1908 года. Также разработчики упоминали Оскара Фишингера с его идеями о красоте, сотворённой из простых форм. Все сцены создавались на основе набросков, сделанных на газетной бумаге. Движения в игре создавались с помощью векторной анимации, для этого использовался инструмент Adobe Animate, это позволяло работать с небольшого размера файлами.
Сюжет в игре является аллюзией на большой взрыв, а именно, как герой, воплощающий время пытается предотвратить смерть своей возлюбленной, но необходимой для зарождения вселенной. История о неизбежной трагедии была вдохновлена такими фильмами, как «Касабланка», где также сюжет сосредоточен на том, как его персонажи справляются с приближающейся катастрофой. Музыку для игры создали Skillbard — дуэт из Лондона, ранее сотрудничавший с другими инди-разработчиками игр.
Игра была впервые анонсирована в феврале 2017 года. 17 января 2018 года была запущена компания по сбору средств на Kickstarter, чтобы собрать 40 000 долларов. Изначально игру планировалось выпустить осенью 2020 года, но релиз был перенесен на начало 2021 года.

## Восприятие
| Сводный рейтинг    | Сводный рейтинг                       |
| Агрегатор          | Оценка                                |
| ------------------ | ------------------------------------- |
| Metacritic         | (PC) 77/100 (NS) 81/100 (XONE) 81/100 |
| Иноязычные издания |                                       |
| Издание            | Оценка                                |
| Destructoid        | 8.5/10                                |
| Edge               | 8/10                                  |
| Eurogamer          | Recommended                           |
| Jeuxvideo.com      | 13/20                                 |
| Nintendo Life      | [ 17 ]                                |
| PC Gamer (US)      | 76/100                                |

Genesis Noir получила преимущественно положительные оценки со стороны игровых критиков, на агрегаторе Metacritic средняя оценка составила 77 баллов из 100 возможных на основе 18 обзоров для ПК и 81 балл но основе обзоров версий для Nintendo Switch и Xbox One.
Малинди Хетфельд с сайта Eurogamer похвалила визуальный стиль игры, замети, что «Сам по себе художественный стиль не кажется чем то особенным на статичных изображениях, но ослепительно белые цвета с редкими жёлтыми акцентами, прекрасно плавная анимация создают нечто действительно запоминающееся. На данный момент просто нет другой игры, которая выглядела бы, как Genesis Noir». Хетфельд также понравилось, как игра обучает игрока с помощью визуальных подсказок, а не предлагает классическое обучение. «Вам никогда не скажут, что делать… Вы полностью предоставлены сам себе, чтобы понять, как продвигаться дальше, и тот факт, что это вообще возможно без какой-либо помощи, выглядит значительным достижением в игровом дизайне».
Нэйт Кроули с сайта Rock Paper Shotgun заметил, что в Genesis Noir «не так много игрового процесса… По сути, это анимационный фильм, с эпизодами, где вы управляете главным персонажем, чтобы решать причудливые космические мини-игры». Кроули понравился эстетический стиль игры, он назвал его уникальным, чем то схожим с мультфильмом «Человек-паук: Через вселенные». Корули раскритиковал некоторые головоломки в игре, назвав их запутанными. Он заметил, что иногда бесцельно нажимал по экрану, назвав эти моменты «провалом в интуитивном дизайне».
Редактор Nintendo Life дал игре 5 баллов из 10, назвав её «плохим способом поиграть в хорошую игру». Он жаловался на неудобное управление, визуальные и звуковые баги, плохую производительность, считая это последствиями некачественного портирования на Nintendo Switch.
| Год  | Награда                | Категория             | Итог      | Ссылка |
| ---- | ---------------------- | --------------------- | --------- | ------ |
| 2017 | NYS Game Dev Challenge | Independent Developer | 1st Place | [ 20 ] |